# پیرمونت، نیو ساوت ولز
پیرمونت (به انگلیسی: Pyrmont) یک حومه شهر در استرالیا است که در نیو ساوت ولز واقع شده‌است.